# Anne-Marie Provencher
Anne-Marie Provencher est une actrice québécoise née à Victoriaville le 4 novembre 1950.

## Biographie
Anne-Marie Provencher débute très jeune dans le métier. Elle n'a que 23 ans lorsqu'elle est choisie par le cinéaste Jean-Claude Lord pour incarner le rôle de Geneviève dans le film Bingo, en 1974. Elle tourne par la suite pour le réalisateur Jean-Claude Labrecque (Les Vautours en 1975 et Les Années de rêves en 1984) ainsi que dans de nombreux téléromans. Au théâtre, elle est membre du Théâtre Expérimental de Montréal de 1975 à 1979, puis elle est cofondatrice et membre du Nouveau Théâtre Expérimental et d'Espace Libre de 1979 à 1990.

## Filmographie

### Cinéma
- 1974 : Bingo : Geneviève
- 1975 : Les Vautours : Claudette, la jeune voisine
- 1976 : La Justicière (en) (East End Hustle) : Marianne
- 1984 : Les Années de rêves : Claudette Pelletier
- 1994 : Si belles : un professeur
- 2001 : 15 février 1839 : cousine de François-Marie-Thomas De Lorimier
- 1999 : Elvis Gratton II : Miracle à Memphis : Lisianne Gagnon

### Télévision
- 1972 : Les Pierrafeu en culottes courtes (The Pebbles and Bamm-Bamm Show) (série télévisée) : Agathe Caillou (voix)
- 1974 : Quelle famille! (série télévisée) : Marcelle Dubuc
- 1974 : La Petite Patrie (série télévisée) : une religieuse
- 1975 : Rosa (série télévisée) : Ange-Aimé Phalangette
- 1976 - 1977 : Quinze ans plus tard (série télévisée) : Ghislaine
- 1976 - 1977 : Bien dans sa peau (série télévisée)
- 1980 - 1981 : Place du fondateur (série télévisée)
- 1986 - 1987 : La Clé des champs (série télévisée) : Françoise Leclerc
- 1989 - 1990 : Jeux de société (série télévisée) : Lorraine
- 1993 : Blanche (série télévisée) - Rose-Aimée Demers
- 1994 - 1997 : Watatatow (série télévisée) : Carole Bélanger
- 1995 : Le Sorcier (série télévisée) : sœur surveillante

## Théâtre
- 1977 - 1978 : Finalement
- 1977 : Le Train sauvage (téléthéâtre)
- 1978 : Orgasme I
- 1979 : La peur surtout
- 1984 : La Californie
- 1985 : Amore amore
- 1992 : Des étoiles dans le ciel du matin
- 2004 : Un carré de ciel

## Récompenses et nominations

### Nominations
- 2004 : nommée pour un prix Masque pour son rôle dans Un carré de ciel[2].